# 静岡県道249号掛川大東大須賀線
静岡県道249号掛川大東大須賀線（しずおかけんどう249ごう かけがわだいとうおおすかせん）は、静岡県掛川市を通る道路（県道）である。

## 概要

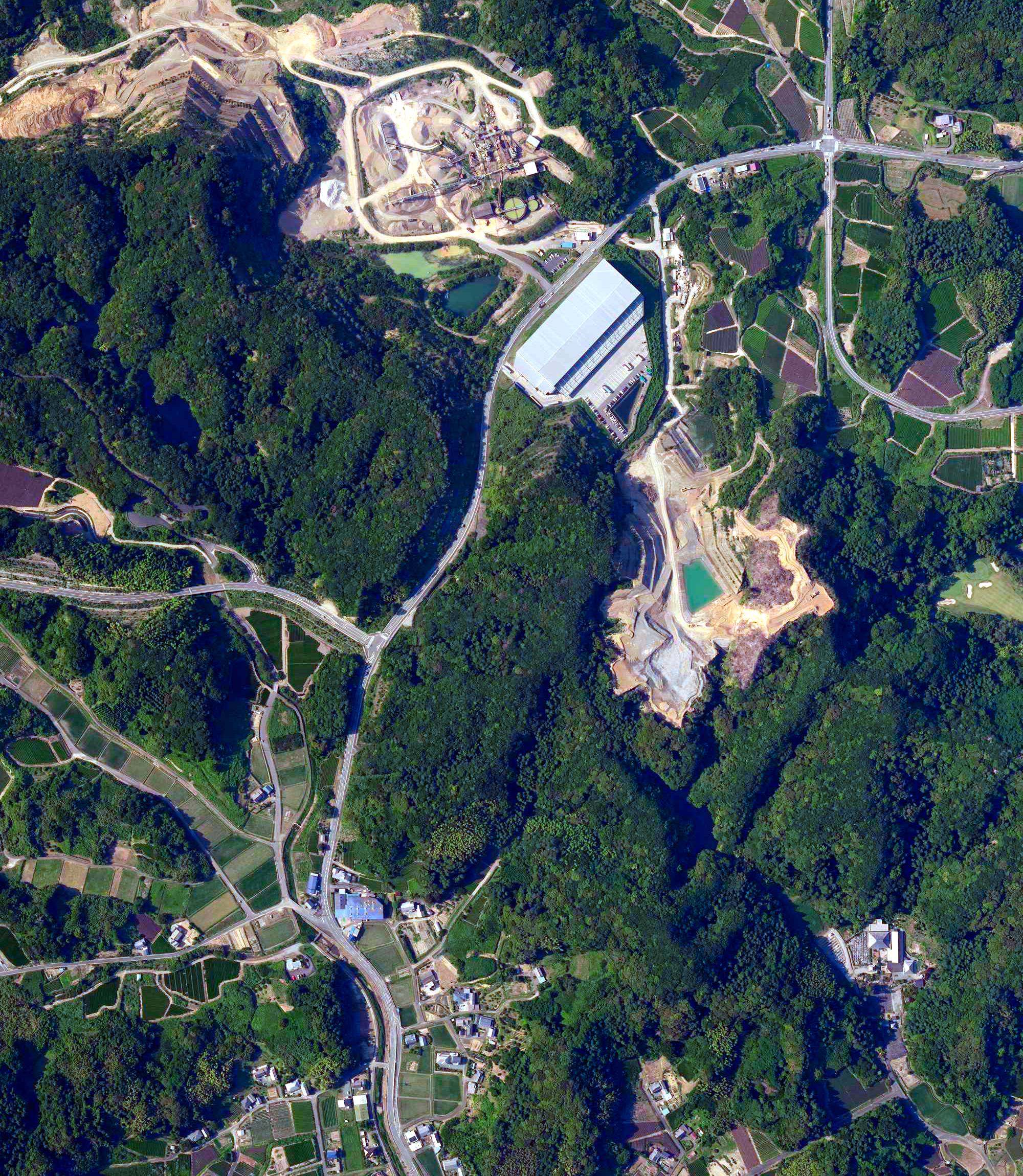
静岡県掛川市岩井寺‐入山瀬付近の静岡県道249号掛川大東大須賀線（2020年6月16日撮影）。右上から左上を経て左下に向かうのが風吹バイパス、右上から右下を経て左下に向かうのが風吹トンネルを通る旧道である

### 路線データ
- 陸上距離：11.1km
- 起点：掛川市子隣（静岡県道38号掛川大東線交点）
- 終点：掛川市大渕（静岡県道69号相良大須賀線交点）

## 路線状況
静岡県掛川市岩井寺と入山瀬を結ぶ区間は、靑野卯吉らによって造られた風吹トンネルが利用されていた。このトンネルは明治時代に2年がかりで素掘りで造られたものであり、かなり狭隘であった。1999年（平成11年）に風吹バイパスが開通したため、それ以降は風吹トンネルを通る旧道は利用されなくなった。

## 重複区間
- 静岡県道251号袋井小笠線（掛川市入山瀬 - 掛川市上土方落合）

## 通過する自治体
- 静岡県
  - 掛川市

## 接続路線
- 静岡県道38号掛川大東線
- 静岡県道251号袋井小笠線
- 静岡県道409号大須賀掛川停車場線
- 静岡県道69号相良大須賀線

## 関連人物
- 青野卯吉